# Szymon Askenazy

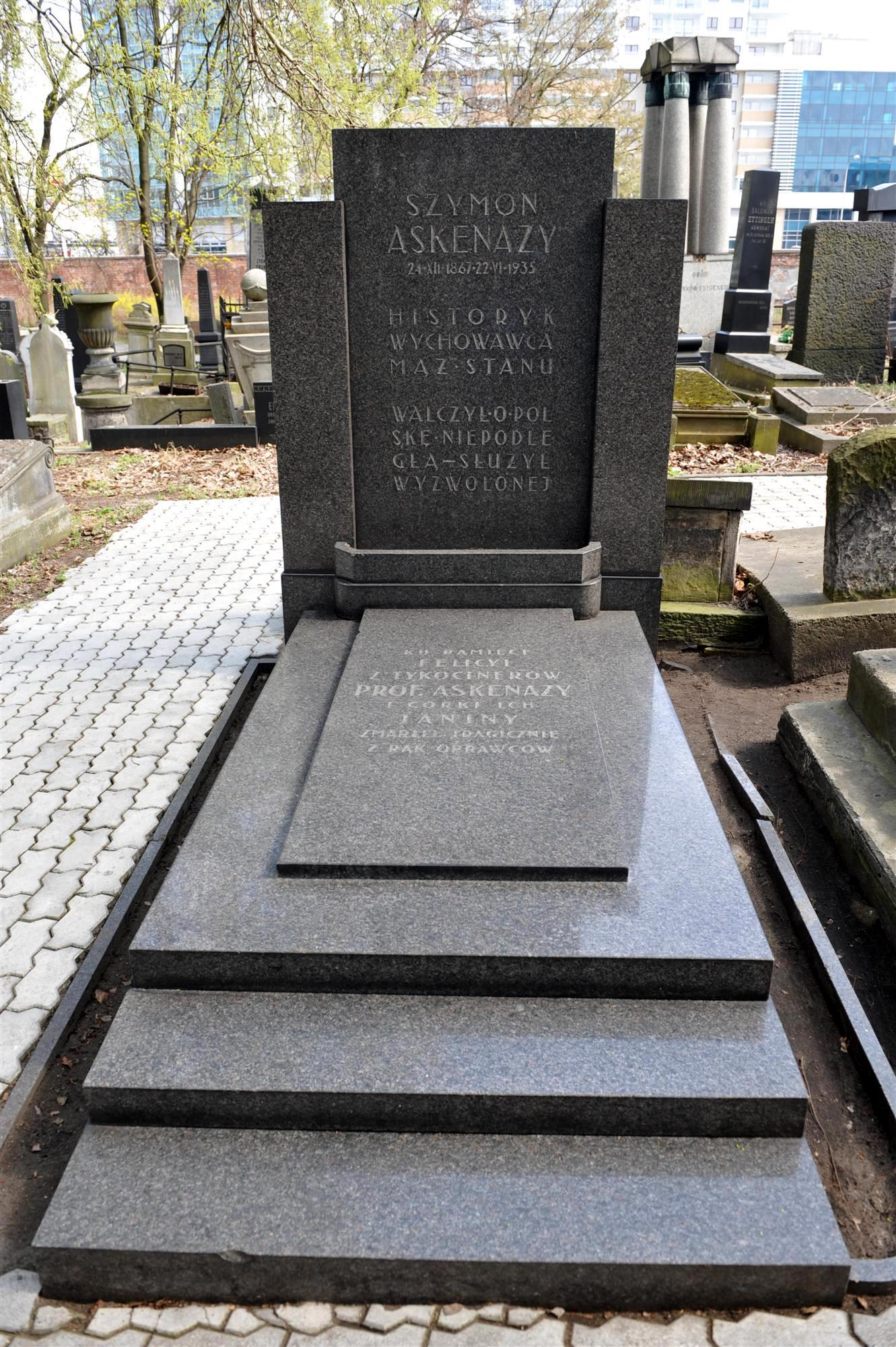
Grób Szymona Askenazego na cmentarzu żydowskim przy ulicy Okopowej w Warszawie

Szymon Askenazy (ur. 16?/28 grudnia 1865 w Zawichoście, zm. 22 czerwca 1935 w Warszawie) – polski historyk żydowskiego pochodzenia, zajmujący się głównie stosunkami międzynarodowymi w XVIII i XIX wieku, profesor Uniwersytetu Lwowskiego. Twórca własnej szkoły historycznej nazywanej szkołą Askenazego. W poglądach politycznych był zbliżony do obozu legionowo-piłsudczykowskiego. Był pierwszym ministrem pełnomocnym z ramienia Polski przy Lidze Narodów.

## Życiorys
Syn Wolfa (zm. 1909) i Reginy z domu Hertzberger (zm. 1908). W 1887 r. ukończył prawo na Cesarskim Uniwersytecie Warszawskim, a następnie historię na Uniwersytecie w Getyndze, gdzie w 1894 r. uzyskał stopień doktora na podstawie rozprawy Die letzte polnische Koenigswahl (Ostatnia elekcja króla w Polsce) pod kierownictwem profesora Maxa Lehmanna. Po obronieniu jej z wyróżnieniem i powrocie do Polski szukał miejsca, gdzie mógłby kontynuować karierę historyka. „Imperatorski” Uniwersytet Warszawski poddawany był coraz mocniejszej presji rusyfikacji, a Stanisław Smolka, rektor Akademii Umiejętności, poproszony przez przyjaciela Askenazego, Tadeusza Korzona, o możliwość habilitacji w Krakowie, udzielił odpowiedzi odmownej. Smolka miał stwierdzić, że kandydat nie będzie mógł liczyć na dalsze awanse uniwersyteckie, gdyż na wydziale filozoficznym działa już właśnie dwóch profesorów Żydów. W 1897 r. Askenazy uzyskał habilitację na Uniwersytecie Lwowskim na podstawie rozprawy Przymierze polsko-pruskie, czym rozpoczął karierę naukową, obejmując kolejno stanowiska: docenta (1898), profesora nadzwyczajnego i profesora zwyczajnego (1906). W 1909 r. został członkiem Akademii Umiejętności. W czasie I wojny światowej przebywał w Szwajcarii. Działał tam na rzecz niepodległości Polski, biorąc udział w pracach Szwajcarskiego Komitetu Generalnego Pomocy Ofiarom Wojny w Polsce. Angażował się w działania na rzecz asymilacji Żydów. Na stanowisku profesora Uniwersytetu Lwowskiego formalnie pracował do listopada 1919 r. (pozostając jednak od 1914 r. na urlopie), kierując w tym czasie Katedrą Historii Nowożytnej Polski. W trakcie wieloletniej pracy dydaktycznej, skoncentrowanej przede wszystkim wokół problematyki politycznej, międzynarodowej i dyplomatycznej XVIII i XIX Polski, skupił wokół siebie wielu uczniów. Polemizował ze szkołą krakowską, współtworząc lwowską szkołę historyczną, a jego poglądy nazwane zostały szkołą Askenazego.
Po rezygnacji z pracy na Uniwersytecie Lwowskim, w 1919 r. starał się o katedrę na Uniwersytecie Warszawskim (z inicjatywy prof. Leona Petrażyckiego), jednak nie dopuścili do tego jego przeciwnicy – profesorowie Karol Lutostański, Bronisław Dembiński, Marceli Handelsman i środowisko Narodowej Demokracji. Przyczyną zablokowania profesury Askenazego na UW było prawdopodobnie jego żydowskie pochodzenie oraz zarzuty jakoby był masonem.
W 1919 r. ukazała się jego głośna w Europie książka Gdańsk a Polska, przetłumaczona na język angielski, francuski i niemiecki.
Został pierwszym ministrem pełnomocnym z ramienia Polski przy Lidze Narodów w Genewie, funkcję tę pełnił w latach 1920–1923. Ze służby dyplomatycznej musiał odejść, mimo znacznych kompetencji, w wyniku antypiłsudczykowskiej i antyżydowskiej czystki przeprowadzonej przez Stanisława Zielińskiego z inspiracji endeckiego ministra spraw zagranicznych Mariana Seydy. Nigdy nie był członkiem żadnej partii politycznej.
W 1924 r. po raz drugi odrzucono jego wniosek o objęcie katedry na Uniwersytecie Warszawskim. Wykładał tam jednak gościnnie w latach 1927–1935. W 1928 r. Uniwersytet Warszawski chciał nadać mu tytuł profesora honorowego, a w 1932 r. zaoferował mu katedrę na Wydziale Prawa. Obu tych propozycji Askenazy nie przyjął, urażony wcześniejszymi odmowami.
W 1934 r. otrzymał literacką nagrodę m.st. Warszawy.
Zmarł w Warszawie. Pochowany jest na Cmentarzu Żydowskim przy ulicy Okopowej (kwatera 10-6-5).
Jego żoną była Felicja (zm. 1941), która w okresie niemieckiej okupacji ukrywała się w mieszkaniu Wandy Filipowiczowej; córka Janina została zamordowana przez Niemców. Jego krewną była Natalia Aszkenazy, polska dyplomatka.

## Uczniowie
Do uczniów Szymona Askenazego należą: Józef Bojasiński, Stefan Dąbrowski, Antoni Derkacz, Włodzimierz Dzwonkowski, Natalia Gąsiorowska, Janusz Iwaszkiewicz, Maria Jarosiewiczówna, Dawid Kandel, Emil Kipa, Wiktor Kochanowski, Władysław Konopczyński, Zofia Krzemicka, Marian Kukiel, Jan Leszczyński, Maciej Loret, Maria Cecylia Łubieńska, Wacław Mejbaum, Kazimierz Marian Morawski, Henryk Mościcki, Bronisław Pawłowski, Antoni Plutyński, Aleksander Jan Rodkiewicz, Kazimierz Rudnicki, Adam Skałkowski, Michał Sokolnicki, Bruno Staweno, Jakub Szacki, Eugeniusz Wawrzkowicz.

## Twórczość
- Książę Józef Poniatowski 1763–1813, Lwów, 1905
- Uniwersytet Warszawski, Warszawa, 1905
- Rosja – Polska 1815–1830[21], Lwów, Warszawa, 1907
- Łukasiński Tom 1 Tom 2, Lwów, 1908
- Napoleon a Polska[22][23], Warszawa, 1918–1919
- Przymierze polsko-pruskie[24], Warszawa, 1918
- Gdańsk a Polska, Warszawa, 1919
- Uwagi, 1924

## Ordery i odznaczenia
- Krzyż Komandorski z Gwiazdą Orderu Odrodzenia Polski (2 maja 1922)[25][26]
- Kawaler Orderu Legii Honorowej (Francja)

## Biografie
- Marcin Nurowski, Szymon Askenazy. Wielki Polak wyznania mojżeszowego, Warszawa 2005, ISBN 978-83-922560-0-7. Brak numerów stron w książce

## Upamiętnienie
31 stycznia 1979 w Warszawie jednej z ulic na terenie obecnej dzielnicy Targówek (Targówek Mieszkaniowy) zostało nadanie imię Szymona Askenazego.